# Slunjčica (Slunj)
Slunjčica je naselje u Republici Hrvatskoj, u sastavu grada Slunja, Karlovačka županija. 

## Stanovništvo
Prema popisu stanovništva iz 2001. godine, naselje je imalo 9 stanovnika te 6 obiteljskih kućanstava.

Prema popisu stanovništva 2011. godine naselje je imalo 7 stanovnika.
| broj stanovnika | 1313  | 1488  | 1434  | 1596  | 1575  | 1607  | 1393  | 1416  | 809   | 786   | 717   | 201   | 7     |       | 9     | 7     | 3     |
|                 | 1857. | 1869. | 1880. | 1890. | 1900. | 1910. | 1921. | 1931. | 1948. | 1953. | 1961. | 1971. | 1981. | 1991. | 2001. | 2011. | 2021. |